# Teclozana
Teclozana é um fármaco antiamebiano.